# Pisany
Pisany (prononcé [pi.za.ni]) est une commune du sud-ouest de la France, située dans le département de la Charente-Maritime (région Nouvelle-Aquitaine). Ses habitants sont appelés les Pisanéens et les Pisanéennes.
Siège d'une importante baronnie, puis d'un marquisat sous l'Ancien Régime, patrie de Jean de Vivonne, Pisany est une commune en pleine mutation connaissant depuis 1990 un essor démographique soutenu, témoin d'un phénomène de périurbanisation de plus en plus marqué. Ce phénomène est dû en partie au passage à proximité du centre-bourg d'une voie rapide, la N150, qui favorise les échanges et raccourcit sensiblement la durée des déplacements domicile-travail. De ce fait, elle conserve quelques commerces et services de proximité, et voit depuis quelques années la mise en place d'une zone d'activités et la construction de lotissements, qui confirment la vocation résidentielle de la commune, laquelle s'intègre désormais à la deuxième couronne de l'aire urbaine de Saintes. Elle reste également un centre agricole majeur, ce dont témoigne la présence d'imposants silos à grain sur la route de Rétaud.
Au cœur du bourg, la commune peut compter sur la présence d'un patrimoine souvent méconnu, avec les halles médiévales, les vestiges du château des seigneurs de Pisany (XVe siècle), la chapelle Saint-Léonard (XVIIIe siècle) et de nombreuses maisons traditionnelles saintongeaises dites « charentaises ».
Pisany appartient à la communauté d'agglomération de Saintes.

## Géographie
La commune de Pisany se situe dans le centre du département de la Charente-Maritime, en région Nouvelle-Aquitaine, dans l'ancienne province de Saintonge. Appartenant au midi atlantique, au cœur de l'arc atlantique, elle est partie intégrante du Grand Sud-Ouest français, et est parfois également incluse dans un Grand Ouest aux contours plus flous.
Pisany se trouve à 5,2 kilomètres de Saint-Romain-de-Benet, 10,7 kilomètres de Thénac, bureau centralisateur du canton, 11,6 kilomètres de Saujon, 12,2 kilomètres de Saintes, principale ville des environs, 13,4 kilomètres de Saint-Porchaire, 13,7 kilomètres de Cozes, 15,9 kilomètres de Pont-l'Abbé-d'Arnoult, 21,1 kilomètres de Royan, 16,7 kilomètres de Gémozac, 22,9 kilomètres de Pons, 30,3 kilomètres de Rochefort, 58,6 kilomètres de la préfecture départementale, La Rochelle et 96,8 kilomètres de la grande métropole régionale, Bordeaux.

### Présentation
Pisany constitue un petit centre urbain localisé dans la partie occidentale du canton de Thénac. En dépit d'une population assez réduite, quoiqu'en plein développement depuis un peu plus de vingt ans, elle fait figure de pôle regroupant commerces et services, au cœur d'une micro-région longtemps marquée par une baisse démographique, où nombre de communes avoisinantes ont perdu une part importante de leurs commerces de proximité. D'une certaine manière, et de façon évidemment limitée, Pisany seconde son chef-lieu de canton et rayonne sur la campagne environnante.
La modernisation des infrastructures routières dans les années 1990 (mise à 2X2 voies de la N150), en permettant une meilleure connectivité avec les principales agglomérations des environs, Saintes et Royan, a permis d'enrayer la chute démographique qui frappait cette partie du département. Pisany a vu se développer le phénomène de périurbanisation (avec pour corollaire la construction de lotissements et d'une zone d'activité à l'entrée du bourg) et est désormais intégrée à la grande couronne et au bassin de vie de Saintes.
Assez peu étendu (seulement 659 hectares), le territoire communal s'inscrit dans une campagne saintongeaise au relief assez peu marqué, constituée d'un plateau doucement vallonné, ponctué de quelques forêts, de vignobles et d'étendues agricoles. Il peut en réalité être divisé en deux entités distinctes par une ligne imaginaire reprenant peu ou prou le tracé de la N150 (rocade).
Au sud de cette ligne, le paysage est constitué de petites collines dont l'altitude ne dépasse pas 44 mètres (point culminant de la commune). Ces modestes « sommets », à vrai dire assez peu lisibles, sont le Pré Luneau (39 mètres), le Bois des Cordes (37 mètres) ou encore le Terrier haut (36 mètres). Ils sont parfois entrecoupés de combes, comme la combe des Bonnes ou celle des Malards.
Cette partie de la commune concentre la majorité des petits massifs forestiers de la commune : bois du Renclos, bois Joly, bois Chabot et une toute petite fraction du bois des Luchatiers ; tous sont composés de feuillus, essentiellement des chênes, des hêtres ou des ormes. On y rencontre aussi des vignes, notamment en marge du bois Joly et au sud du hameau du Rocher. Elles servent à la confection des vins et spiritueux locaux : vin de pays charentais, pineau des Charentes et bien évidemment cognac. La commune se trouve en effet au cœur de la zone de production de ces fleurons du terroir charentais, et plus précisément dans les « Bons Bois ».
Un modeste ruisseau prend sa source au pied d'un coteau calcaire, au Pré Luneau. Il remonte ensuite vers le nord, passe non loin du château et s'écoule paresseusement au creux d'une combre bordée de bosquets jusqu'à une zone marécageuse constituant le point de départ des marais de l'Arnoult.
Le nord de la commune forme un plateau descendant doucement vers les marais de l'Arnoult. L'altitude moyenne est ici de trente mètres. Le taux de boisement est bien moins important que dans le reste de la commune, et l'espace sert essentiellement à la culture des céréales, des oléagineux et de certains primeurs. Plusieurs petits ruisseaux prennent naissance au pied d'une légère éminence surplombant les marais, et baptisée L'îlot. Leurs abords accueillent de minces bosquets et quelques haies.
Les marais de l'Arnoult occupent la partie la plus septentrionale du territoire communal. Ils se divisent en marais du Peuplier, Pas-du-Marais et marais de Luchat (du nom de la commune voisine de Luchat) et voient la naissance d'un petit cours d'eau tributaire de l'Arnoult, le Pointeau. Servant d'écrin à une riche végétation palustre et à une faune d'une grande diversité, ils sont classés en zone naturelle d'intérêt écologique, faunistique et floristique).
Au total, la commune se compose de 92 % de territoires agricoles, 5 % de forêts et de seulement 3 % de territoires artificialisés.

### Communes limitrophes
|                       | Corme-Royal | Luchat |
| Saint-Romain-de-Benet | Pisany      | Varzay |
|                       | Thézac      |        |

### Voies de communication et transports

#### Voies routières
La commune de Pisany est traversée par un des principaux axes routiers du département, la N150. Faisant la jonction entre Saintes et Royan en passant par Saint-Romain-de-Benet et Saujon, elle est une des composantes de la Route Centre-Europe Atlantique, et supporte un trafic important, notamment en période estivale. Elle met la commune à environ 10 minutes du centre de Saintes et 15 minutes de Royan, et facilite la liaison avec l'autoroute A10 (Bordeaux, Poitiers, Tours, Paris).
Jusque dans les années 1990, la N 150 traversait le centre-bourg, causant des problèmes tant en matière de sécurité, d'engorgements ou encore de bruit. À cette époque, un grand programme de modernisation des infrastructures routières — et notamment de cet axe fréquenté tant dans le cadre des déplacements domicile-travail que par les nombreux vacanciers qui sortent de l'autoroute à Saintes pour se diriger vers Royan et les stations balnéaires de la Côte de Beauté — est finalement mis en œuvre. Le programme se fait en trois temps, avec création d'une rocade et d'une voie rapide à 2×2 voies entre Saintes et Pisany (1995 et 1999), laquelle est prolongée jusqu'à Saujon (2006). Son extension jusqu'à Royan est toujours en cours d'étude.
Un réseau de routes et de chemins vicinaux quadrille le territoire communal, permettant de rejoindre les communes alentour et une dizaine de hameaux. La D 142 reste un axe important, permettant de rejoindre tant Balanzac et Nancras (au nord-ouest) que Rétaud, Tesson et Pons (au sud-est). La D 127 désenclave quelques-unes des communes voisines, notamment Luchat (au nord-est) et Thézac (au sud).

#### Voies ferroviaires

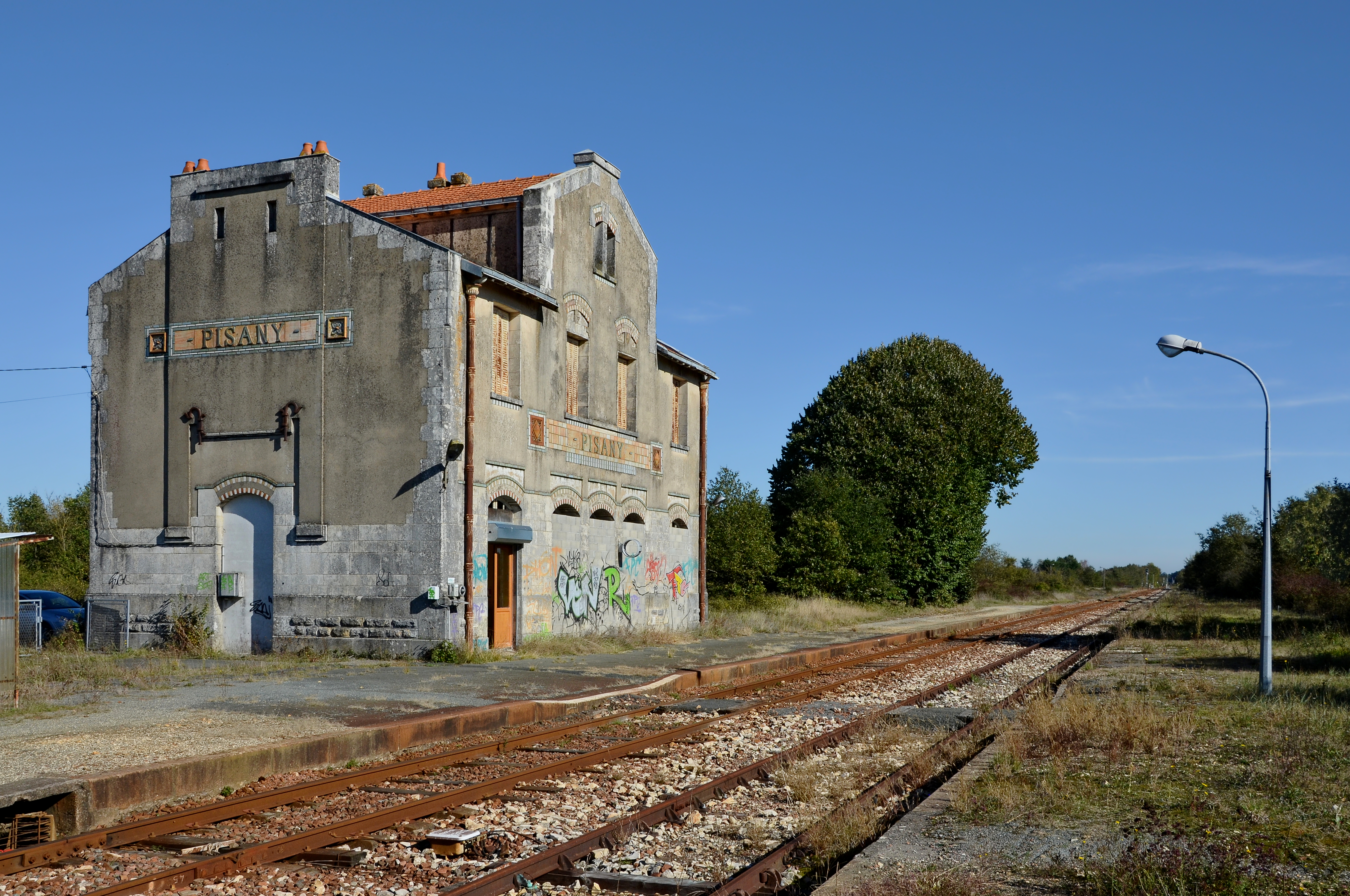
L'ancienne gare

La gare de Pisany est aujourd'hui fermée au trafic des voyageurs. Par le train, la gare de Saintes et la gare de Saujon relient la commune au reste du pays. La liaison avec Paris et Bordeaux est réalisée via les gares de Saintes pour les TER et d'Angoulême pour les liaisons par TGV.

#### Transports en commun
La commune de Pisany est reliée toute l'année à la plupart des petites, moyennes et grandes agglomérations du département par le réseau d'autocars départementaux « Les Mouettes », qui totalise 20 lignes régulières et 250 lignes secondaires.

#### Transports aériens
L'aéroport le plus proche est celui de Rochefort-Saint-Agnant, à environ 30 kilomètres au nord. L'aéroport de La Rochelle-Île de Ré, à 65 kilomètres au nord, permet de relier quelques grandes villes françaises, comme Paris ou Lyon, ainsi que les Îles Britanniques ou l'Europe du Nord. À 100 kilomètres au sud-est de la commune, l'aéroport de Bordeaux - Mérignac est un aéroport international permettant des liaisons vers de nombreux pays.
L'aérodrome de Saintes-Thénac, à environ 10 kilomètres, est réservé à l'aviation légère.

### Climat

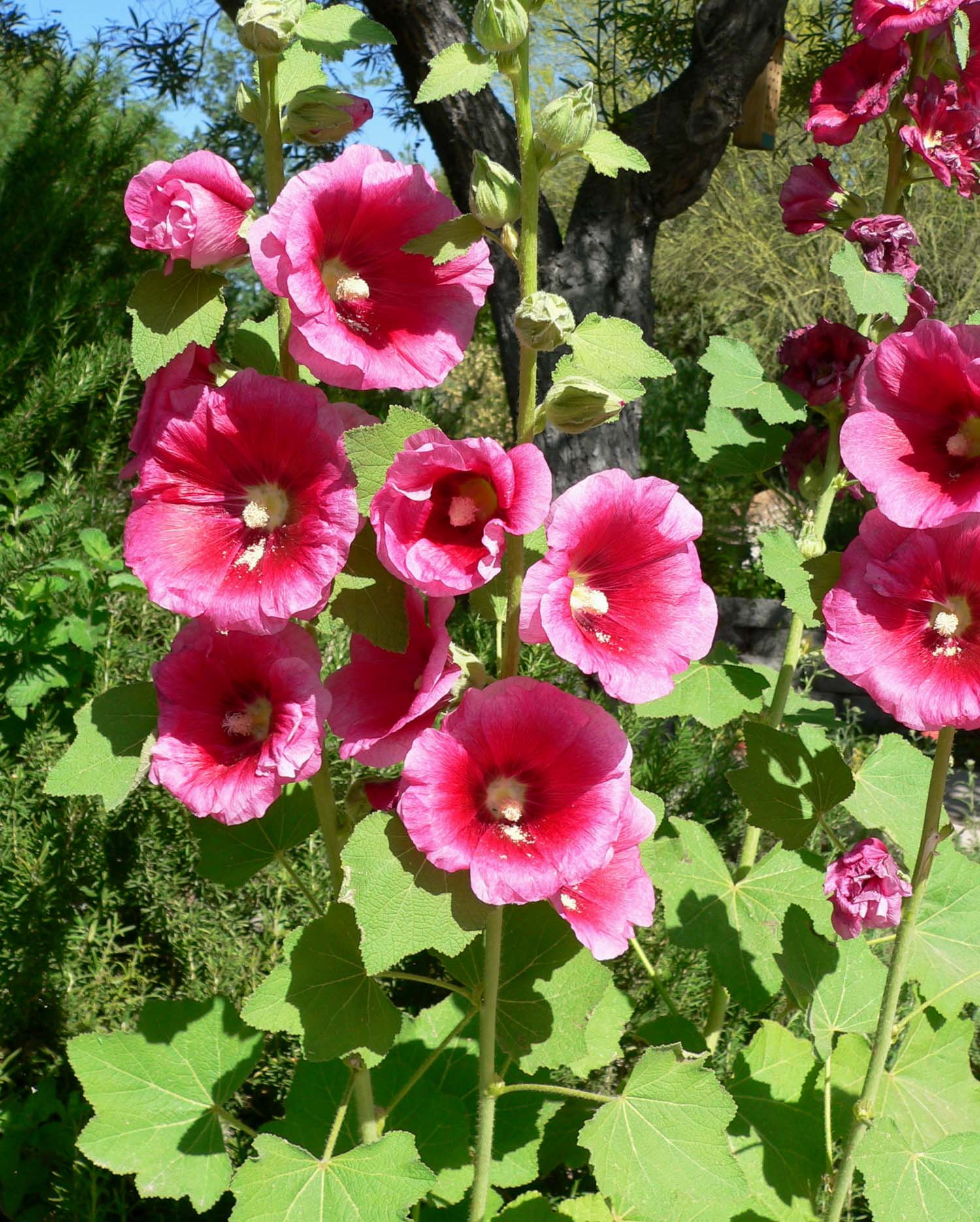
La rose trémière a trouvé dans la Saintonge et son climat particulièrement doux un terroir de prédilection.

Le climat dont bénéficie la Charente-Maritime est un climat océanique tempéré de type aquitain, marqué par un ensoleillement moyen assez important : avec 2 250 heures par an, il est comparable à celui que connaît une partie de la côte méditerranéenne. La pluviosité y est modérée, les précipitations ne dépassant pas 1 200 mm par an. Les températures, quant à elles, varient en moyenne de +5 °C en hiver à +20 °C en été.
Les régions littorales et une partie de leur frange continentale (auxquelles Pisany se rattache) se caractérisent par un climat particulièrement doux en hiver, et rafraîchissant l'été, grâce aux influences océaniques perpétuellement en mouvement (brise marine). Ces conditions climatiques favorables, toujours soumises aux influences de l'océan Atlantique, ont favorisé un véritable micro-climat de type sub-aquitain et l'existence d'une végétation déjà méridionale. Ainsi la flore se caractérise-t-elle par la présence étonnante de lauriers roses, eucalyptus, agaves, etc.
Aux essences déjà méridionales du chêne vert (ou yeuse) et du cyste, s'ajoutent la présence de palmiers, figuiers, orangers et même oliviers. Il existe toutefois un contraste entre le littoral proprement dit, assez sec et ensoleillé et l'intérieur des terres, un peu plus humide. La pluviométrie passe ainsi de 750 mm sur le littoral à 950 mm dans la Haute-Saintonge toute proche.

#### Données générales
| Mois                              | jan. | fév. | mars | avril | mai  | juin | jui. | août | sep. | oct. | nov. | déc. | année |
| --------------------------------- | ---- | ---- | ---- | ----- | ---- | ---- | ---- | ---- | ---- | ---- | ---- | ---- | ----- |
| Température minimale moyenne (°C) | 3,4  | 2,8  | 5,4  | 7,4   | 10,7 | 13,7 | 15,8 | 15,7 | 13,7 | 10,5 | 6,3  | 3,9  | 9,2   |
| Température moyenne (°C)          | 5,9  | 6,9  | 8,7  | 11,1  | 14,3 | 17,5 | 19,8 | 19,6 | 17,8 | 14,2 | 9,4  | 6,6  | 12,7  |
| Température maximale moyenne (°C) | 8,5  | 9,9  | 12,1 | 14,7  | 17,9 | 21,3 | 23,8 | 23,5 | 21,8 | 18   | 12,6 | 9,2  | 16,1  |
| Ensoleillement (h)                | 84   | 111  | 174  | 212   | 239  | 272  | 305  | 277  | 218  | 167  | 107  | 85   | 2 250 |
| Précipitations (mm)               | 82,5 | 66,1 | 57   | 52,7  | 61,1 | 42,9 | 35,1 | 46,4 | 56,5 | 81,6 | 91,8 | 81,8 | 755,3 |

| Ville             | Ensoleillement · (h/an) | Pluie · (mm/an) | Neige · (j/an) | Orage · (j/an) | Brouillard · (j/an) |
| ----------------- | ----------------------- | --------------- | -------------- | -------------- | ------------------- |
| Médiane nationale | 1 852                   | 835             | 16             | 25             | 50                  |
| Pisany            | 2250                    | 755             | 4              | 13             | 26                  |
| Paris             | 1 717                   | 634             | 13             | 20             | 26                  |
| Nice              | 2 760                   | 791             | 1              | 28             | 2                   |
| Strasbourg        | 1 747                   | 636             | 26             | 28             | 69                  |
| Brest             | 1 555                   | 1 230           | 6              | 12             | 78                  |
| Bordeaux          | 2 070                   | 987             | 3              | 32             | 78                  |

## Urbanisme

### Typologie
Au 1er janvier 2024, Pisany est catégorisée bourg rural, selon la nouvelle grille communale de densité à 7 niveaux définie par l'Insee en 2022.
Elle est située hors unité urbaine. Par ailleurs la commune fait partie de l'aire d'attraction de Saintes, dont elle est une commune de la couronne,. Cette aire, qui regroupe 62 communes, est catégorisée dans les aires de 50 000 à moins de 200 000 habitants,.

### Occupation des sols
L'occupation des sols de la commune, telle qu'elle ressort de la base de données européenne d’occupation biophysique des sols Corine Land Cover (CLC), est marquée par l'importance des territoires agricoles (86,3 % en 2018), en diminution par rapport à 1990 (92,1 %). La répartition détaillée en 2018 est la suivante : 
terres arables (78,9 %), zones urbanisées (9,2 %), forêts (4,6 %), zones agricoles hétérogènes (4,3 %), cultures permanentes (3,1 %). L'évolution de l’occupation des sols de la commune et de ses infrastructures peut être observée sur les différentes représentations cartographiques du territoire : la carte de Cassini (XVIIIe siècle), la carte d'état-major (1820-1866) et les cartes ou photos aériennes de l'IGN pour la période actuelle (1950 à aujourd'hui).

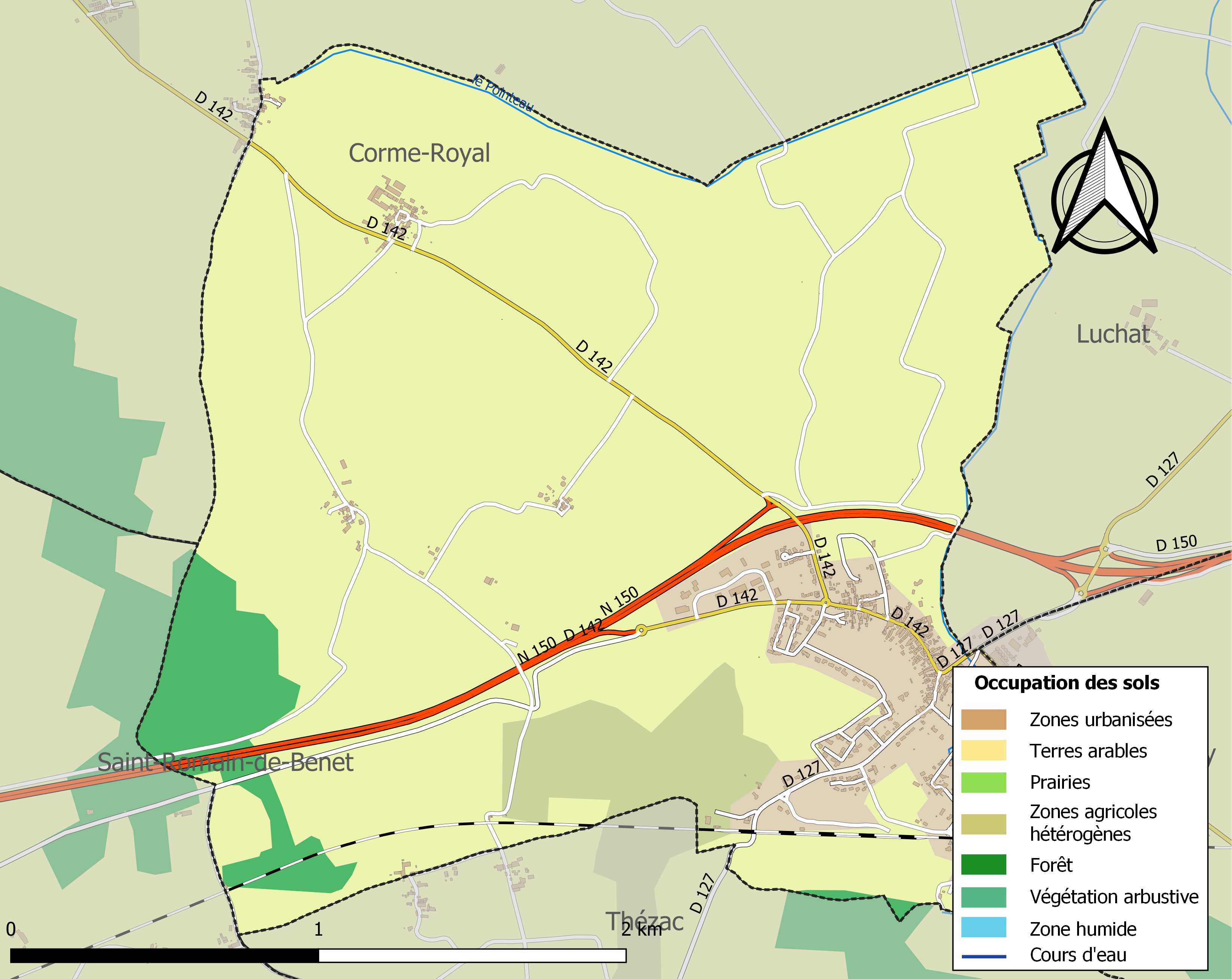
Carte des infrastructures et de l'occupation des sols de la commune en 2018 (CLC).

### Risques majeurs
Le territoire de la commune de Pisany est vulnérable à différents aléas naturels : météorologiques (tempête, orage, neige, grand froid, canicule ou sécheresse), mouvements de terrains et séisme (sismicité faible). Il est également exposé à un risque technologique,  le transport de matières dangereuses. Un site publié par le BRGM permet d'évaluer simplement et rapidement les risques d'un bien localisé soit par son adresse soit par le numéro de sa parcelle.

#### Risques naturels

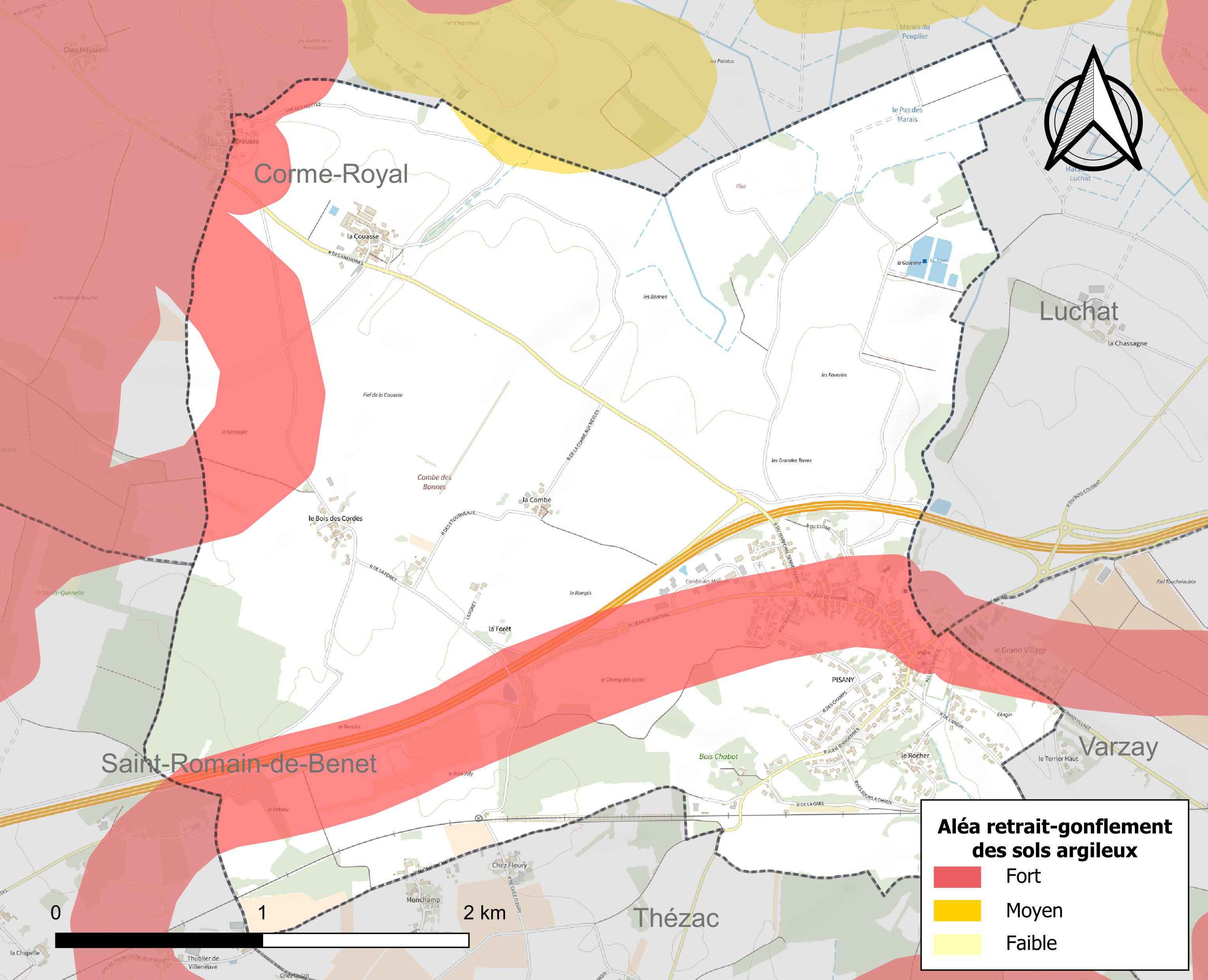
Carte des zones d'aléa retrait-gonflement des sols argileux de Pisany.

Les mouvements de terrains susceptibles de se produire sur la commune sont des tassements différentiels.
Le retrait-gonflement des sols argileux est susceptible d'engendrer des dommages importants aux bâtiments en cas d’alternance de périodes de sécheresse et de pluie. 19,9 % de la superficie communale est en aléa moyen ou fort (54,2 % au niveau départemental et 48,5 % au niveau national). Sur les 342 bâtiments dénombrés sur la commune en 2019,  134 sont en aléa moyen ou fort, soit 39 %, à comparer aux 57 % au niveau départemental et 54 % au niveau national. Une cartographie de l'exposition du territoire national au retrait gonflement des sols argileux est disponible sur le site du BRGM,.
Par ailleurs, afin de mieux appréhender le risque d’affaissement de terrain, l'inventaire national des cavités souterraines permet de localiser celles situées sur la commune.
La commune a été reconnue en état de catastrophe naturelle au titre des dommages causés par les inondations et coulées de boue survenues en 1982, 1983, 1999 et 2010. Concernant les mouvements de terrains, la commune a été reconnue en état de catastrophe naturelle au titre des dommages causés par la sécheresse en 2005 et par des mouvements de terrain en 1983, 1999 et 2010.

#### Risques technologiques
Le risque de transport de matières dangereuses sur la commune est lié à sa traversée par une ou des infrastructures routières ou ferroviaires importantes ou la présence d'une canalisation de transport d'hydrocarbures. Un accident se produisant sur de telles infrastructures est susceptible d’avoir des effets graves sur les biens, les personnes ou l'environnement, selon la nature du matériau transporté. Des dispositions d’urbanisme peuvent être préconisées en conséquence.

## Économie

### Emploi
Le nombre d'actifs de + de 15 ans était de 290 en 2009, un chiffre en nettre augmentation en comparaison de celui établi en 1999, qui était de 265 — la population n'atteignant alors que 410 habitants, contre 480 en 2009. Ils ne sont cependant que 15,1 % à avoir un emploi dans la commune, quand ils étaient encore 26,9 % dix ans plus tôt : suite logique du phénomène de périurbanisation qui tend de plus en plus à faire de Pisany un « satellite » de Saintes. Ainsi, 84,9 % des actifs travaillent dans d'autres communes, essentiellement en Charente-Maritime. Ils ne sont qu'une minorité à travailler en dehors du département (1,6 %) et aucun ne travaille en dehors de la région Poitou-Charentes.
Conséquence du renforcement des grands pôles économiques des environs (Royan et Saintes étendant leur emprise sur leur arrière-pays), les déplacements pendulaires se font plus fréquents, aidés en cela par la modernisation des infrastructures, notamment routières. La commune compte une plus grande proportion de salariés (93, soit 85,4 %) que de non-salariés (16, soit 14,6 %).
Le taux d'activité de 15-64 ans était de 75,2 % en 2009, taux au-dessus de la moyenne départementale (70 %). Le taux de chômage des 15-64 ans est un peu inférieur aux résultats départementaux, touchant 11,2 % de la population active en 2009 (moyenne départementale : 12,3 %), quand il atteignait encore 21,5 % en 1999! En 2011, cette baisse du chômage se poursuivait (catégories A,B et C : - 14,3 % en tenant compte de l'ensemble de la population active, stabilisation à - 0 % pour les hommes et jusqu'à - 25 % pour les femmes). Cette baisse du chômage des femmes est encore plus significative pour la tranche d'âge des 25-49 ans, atteignant - 41,7 %.

### Entreprises et commerces
Pisany est située au cœur d'un bassin d'emploi qui correspond à la zone d'emploi de Saintes et Saint-Jean-d'Angély (ancienne zone d'emploi Saintonge intérieure), forte de 44 178 emplois en 2008. Saintes, principale agglomération des environs, est un pôle économique de première importance au niveau départemental et même régional, concentrant activités commerciales et de services aux entreprises.

Le centre-bourg concentre quelques commerces de proximité.

Enfin, Pisany bénéficie de sa relative proximité avec Royan, dont la zone d'emploi connaît un développement important depuis quelques années. Cette dernière était jusqu'à la disparition de la région en 2016 la plus active de Poitou-Charentes avec celle de La Rochelle, toutes deux profitant « d'un tissu économique et d'une démographie dynamiques » (Insee). La croissance y est particulièrement soutenue, du fait du développement des activités tertiaires. La modernisation des infrastructures routières place donc Pisany à une situation de carrefour entre ces deux centres économiques influents.
48 établissements étaient recensés dans la commune par les services de l'Insee au 31 décembre 2010, essentiellement des très petites entreprises : 22,9 % ont en effet des effectifs compris entre 1 et 9 salariés, et 6,3 % ont plus de 10 salariés. Le secteur du commerce et des services prend une part de plus en plus importante dans une commune autrefois à dominante rurale et longtemps dominée par les activités agricoles. Employant 43,8 % des actifs, il est immédiatement suivi par le secteur de l'administration publique, enseignement, santé et action sociale, qui « pèse » 20,8 %, puis par les secteurs de la construction et de l'agriculture, qui représentent chacun 14,6 % des actifs, et par celui de l'industrie, qui représente 6,3 % des actifs.
Pisany conserve quelques commerces et services de proximité, souvent établis dans les quelques rues formant le centre-bourg. La commune compte ainsi sur une supérette (enseigne Vival) avec point presse, une boulangerie-pâtisserie, une boucherie-charcuterie, une pharmacie ou encore un restaurant. Les grandes surfaces les plus proches sont concentrées dans les agglomérations royannaises (Saujon, CC Royan II et ZC de Belmont à Royan et Médis, CC Val-Lumière à Vaux-sur-Mer) et saintaises (CC Parc Atlantique à Saintes et Saint-Georges-des-Coteaux).

## Histoire
En 1476, Louis XI accorde à Nicolas Calf (anglais), devenu seigneur de Pisany par mariage avec Jeanne de Rabaine (voir Liste des seigneurs de Pisany), quatre foires par an, un marché hebdomadaire et le droit de guet et garde.

## Politique et administration

### Administration municipale
De 1789 à 1799, en vertu de la loi du 14 décembre 1789, les agents municipaux (maires) sont élus au suffrage direct pour 2 ans et rééligibles, par les citoyens actifs de la commune âgés d'au moins 25 ans, contribuables payant une contribution au moins égale à 3 journées de travail dans la commune. Sont éligibles ceux qui paient un impôt équivalent au moins à dix journées de travail.
De 1799 à 1848, La constitution du 22 frimaire an VIII (13 décembre 1799) revient sur l’élection du maire, les maires sont nommés par le préfet pour les communes de moins de 5 000 habitants. La Restauration instaure la nomination des maires et des conseillers municipaux. Après les lois organiques 1831, les maires sont nommés (par le roi pour les communes de plus de 3 000 habitants, par le préfet pour les plus petites), mais les conseillers municipaux sont élus au suffrage censitaire pour six ans.
Du 3 juillet 1848 à 1851, les maires sont élus par le conseil municipal pour les communes de moins de 6 000 habitants.
De 1851 à 1871, les maires sont nommés par le préfet, pour les communes de moins de 3 000 habitants et pour 5 ans à partir de 1855. Après 1871, les maires sont de nouveau élus, sauf dans les chefs-lieux (de départements, d'arrondissements ou de cantons).
Ce n'est que le 28 mars 1882, qu'une loi sur l’organisation municipale (encore en vigueur) est votée, et qui régit le principe de l'élection du maire et des adjoints par le conseil municipal, quelle que soit l'importance de la commune (sauf pour Paris). La loi du 5 avril 1884 fixe le mandat à quatre ans, durée portée le 10 avril 1929 à six ans.
La commune ayant moins de 3 500 habitants l'élection des conseillers municipaux est au scrutin majoritaire plurinominal à deux tours, avec panachage :
- au premier tour, des candidats sont élus s'ils ont obtenu la majorité absolue et le vote d'au moins le quart des électeurs inscrits[39] ;
- au second tour, la majorité relative suffit. Les listes ne sont pas obligatoires. Les suffrages sont comptabilisés individuellement, et le panachage est autorisé.

De par sa taille, la commune dispose d'un conseil municipal de 11 membres (article L2121-2 du Code général des collectivités territoriales).

### Liste des maires
| Période                                  | Période  | Identité           | Étiquette   | Qualité                                                                              |
| ---------------------------------------- | -------- | ------------------ | ----------- | ------------------------------------------------------------------------------------ |
| 1950                                     | 1964     | Robert Patry       | RPF         | Propriétaire de Garage Multimarques                                                  |
| 1965                                     | 1982     | Michel Boucher     | PSU puis PS | Docteur en médecine, conseiller général du canton de Saujon (1945-1949 et 1967-1973) |
| avant 1988                               | 2008     | Claudine Pinasseau |             |                                                                                      |
| 2008                                     | En cours | Pierre Tual        | DVD         | Retraité Fonction publique                                                           |
| Les données manquantes sont à compléter. |          |                    |             |                                                                                      |

### Région
À la suite de la réforme administrative de 2014 ramenant le nombre de régions de France métropolitaine de 22 à 13, la commune appartient depuis le 1er janvier 2016 à la région Nouvelle-Aquitaine, dont la capitale est Bordeaux. De 1972 au 31 décembre 2015, elle a appartenu à la région Poitou-Charentes, dont le chef-lieu était Poitiers.

### Intercommunalité
Pisany appartient depuis le 1er janvier 2013 à la Communauté d'agglomération de Saintes. Avant cette date, elle était une des communes de la Communauté de communes des bassins Seudre-et-Arnoult, petite structure intercommunale de 7 738 habitants (2006) centrée sur Saint-Romain-de-Benet, qui a été dissoute depuis.

### Instances judiciaires
Pisany dépend du tribunal d'instance, du tribunal de grande instance, du tribunal pour enfants et du conseil de prud'hommes de Saintes, du tribunal administratif et de la cour d'appel de Poitiers. La cour administrative d'appel est à Bordeaux.

### Fiscalité locale
| Taxe                                                | Part communale | Part intercommunale | Part départementale | Part régionale |
| --------------------------------------------------- | -------------- | ------------------- | ------------------- | -------------- |
| Taxe d'habitation (TH)                              | 9.92 %         | 0.00 %              | 7.12 %              | 0.00 %         |
| Taxe foncière sur les propriétés bâties (TFPB)      | 15.06 %        | 0.00 %              | 14.01 %             | 3.32 %         |
| Taxe foncière sur les propriétés non bâties (TFPNB) | 50.34 %        | 0.00 %              | 29.17 %             | 8.63 %         |
| Cotisation foncière des entreprises (CFE)           | 0.00 %         | 21.08 %             | 0.00 %              | 0.00 %         |

La part régionale de la taxe d'habitation n'est pas applicable.
La taxe professionnelle est remplacée en 2010 par la cotisation foncière des entreprises (CFE) portant sur la valeur locative des biens immobiliers et par la contribution sur la valeur ajoutée des entreprises (CVAE) (les deux formant la contribution économique territoriale (CET) qui est un impôt local instauré par la loi de finances pour 2010).

## Population et société

### Démographie
L'évolution du nombre d'habitants est connue à travers les recensements de la population effectués dans la commune depuis 1793. Pour les communes de moins de 10 000 habitants, une enquête de recensement portant sur toute la population est réalisée tous les cinq ans, les populations de référence des années intermédiaires étant quant à elles estimées par interpolation ou extrapolation. Pour la commune, le premier recensement exhaustif entrant dans le cadre du nouveau dispositif a été réalisé en 2008.

En 2022, la commune comptait 775 habitants, en évolution de +5,73 % par rapport à 2016 (Charente-Maritime : +4,04 %, France hors Mayotte : +2,11 %).
| 1793 | 1800 | 1806 | 1821 | 1831 | 1836 | 1841 | 1846 | 1851 |
| ---- | ---- | ---- | ---- | ---- | ---- | ---- | ---- | ---- |
| 583  | 400  | 359  | 567  | 648  | 546  | 524  | 519  | 497  |

| 1856 | 1861 | 1866 | 1872 | 1876 | 1881 | 1886 | 1891 | 1896 |
| ---- | ---- | ---- | ---- | ---- | ---- | ---- | ---- | ---- |
| 502  | 507  | 501  | 465  | 504  | 476  | 465  | 422  | 409  |

| 1901 | 1906 | 1911 | 1921 | 1926 | 1931 | 1936 | 1946 | 1954 |
| ---- | ---- | ---- | ---- | ---- | ---- | ---- | ---- | ---- |
| 425  | 404  | 463  | 408  | 400  | 383  | 406  | 410  | 378  |

| 1962 | 1968 | 1975 | 1982 | 1990 | 1999 | 2006 | 2008 | 2013 |
| ---- | ---- | ---- | ---- | ---- | ---- | ---- | ---- | ---- |
| 320  | 401  | 397  | 395  | 386  | 416  | 445  | 453  | 677  |

| 2018 | 2022 | - | - | - | - | - | - | - |
| ---- | ---- | - | - | - | - | - | - | - |
| 742  | 775  | - | - | - | - | - | - | - |

#### Pyramide des âges
En 2018, le taux de personnes d'un âge inférieur à 30 ans s'élève à 31 %, soit au-dessus de la moyenne départementale (29 %). À l'inverse, le taux de personnes d'âge supérieur à 60 ans est de 30,2 % la même année, alors qu'il est de 34,9 % au niveau départemental.
En 2018, la commune comptait 358 hommes pour 384 femmes, soit un taux de 51,75 % de femmes, légèrement inférieur au taux départemental (52,15 %).
Les pyramides des âges de la commune et du département s'établissent comme suit.
| Hommes | Classe d’âge | Femmes |
| ------ | ------------ | ------ |
| 0,3    | 90 ou +      | 1,0    |
| 8,1    | 75-89 ans    | 9,9    |
| 20,4   | 60-74 ans    | 20,6   |
| 16,5   | 45-59 ans    | 14,3   |
| 22,9   | 30-44 ans    | 24,0   |
| 9,5    | 15-29 ans    | 8,6    |
| 22,3   | 0-14 ans     | 21,6   |

| Hommes | Classe d’âge | Femmes |
| ------ | ------------ | ------ |
| 1,1    | 90 ou +      | 2,6    |
| 10,1   | 75-89 ans    | 12,6   |
| 22     | 60-74 ans    | 23,2   |
| 20,1   | 45-59 ans    | 19,7   |
| 16,1   | 30-44 ans    | 15,6   |
| 15,2   | 15-29 ans    | 12,7   |
| 15,4   | 0-14 ans     | 13,6   |

### Enseignement
Pisany dépend de l'académie de Poitiers (zone A). La commune est en RPI, en association avec les communes voisines de Thézac, de Luchat et de La Clisse. Elle dispose d'une école élémentaire publique, baptisée école Georges-Couturier. Ses effectifs sont de 56 élèves en 2012.
Les élèves du second cycle sont dirigés vers le collège André-Albert de Saujon, Pisany appartenant au secteur scolaire de cette ville. Cet établissement dispose d'un centre de documentation et d'information (CDI), d'une salle informatique, d'un foyer proposant des activités périscolaires et d'un restaurant scolaire.
Les lycées les plus proches sont situés à Saintes et à Royan, principales agglomérations des environs.

### Médias

#### Télévision
L'émetteur de Niort-Maisonnay permet la réception des 18 chaînes gratuites de la télévision numérique terrestre (TNT) dans l'ensemble de la commune, dont le décrochage local de France 3 Poitou-Charentes. Le 31 mai 2009, cet émetteur de forte puissance a débuté la diffusion d'un nouveau multiplex, permettant la réception des premières émissions de télévision haute définition (HD)

#### Radio
La plupart des radios nationales présentes dans le département peuvent être écoutées dans la commune. Les informations départementales sont relayées par la station de radio publique France Bleu La Rochelle. Les stations de radio locales pouvant être écoutées dans la commune sont principalement Demoiselle FM (généraliste, émettant depuis Rochefort, et disposant de studios à Saint-Georges-de-Didonne), Terre Marine FM (généraliste, émettant depuis Fouras), Mixx radio (techno, dance et musiques électroniques, émettant depuis Cognac et reprise par le réémetteur de Saintes), et RCF Accords Charente-Maritime (religieuse, émettant depuis La Rochelle).

#### Presse
La presse locale est représentée par le quotidien Sud Ouest, dont le siège est à Bordeaux, et qui dispose d'une rédaction locale à Saintes.

#### Internet haut débit
Un répartiteur téléphonique est implanté sur la commune. En 2012, il est dégroupé par un opérateur alternatif (Free), offrant une alternative à l'opérateur historique, Orange (France Télécom).

### Cultes
Pisany appartient au diocèse catholique de La Rochelle et Saintes, lui-même subdivision de la province ecclésiastique de Poitiers depuis 2002 (de la province ecclésiastique de Bordeaux avant cette date). La paroisse est comprise dans le secteur pastoral Sainte-Marie en Saintonge, centré sur Saujon.

## Culture locale et patrimoine

### Lieux et monuments

#### Château
Il ne subsiste que de maigres vestiges de ce qui fut le château des seigneurs de Pisany. Situé à proximité des halles, il trouve ses origines dans une première forteresse construite au XIIe siècle par la famille de Rabaine. Il en est fait mention pour la première fois un siècle plus tard, de même que le nom de son propriétaire de l'époque, Hélie de Rabaine.

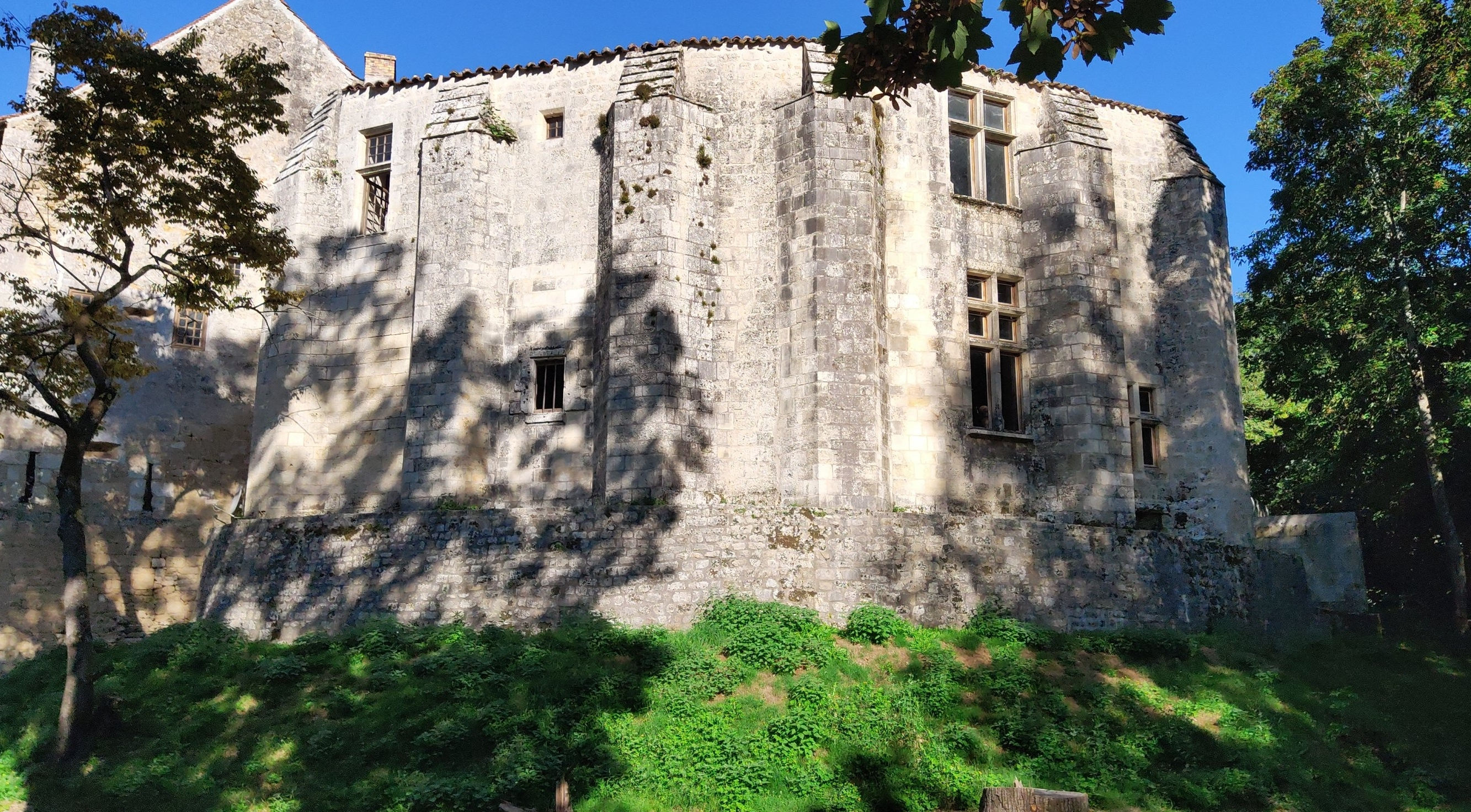
Le château de Pisany.

Le château souffre sans doute beaucoup au moment de la guerre de Cent Ans, car il est presque entièrement reconstruit au cours du XVe siècle, époque à laquelle il passe à Arnauld de Tourettes, président du parlement de Bordeaux.
Au siècle suivant, il passe entre les mains d'Arthus de Vivonne, père de Jean de Vivonne. Ambassadeur de France, chevalier de l'ordre du Saint-Esprit et premier marquis de Pisany, il est également le père de Catherine de Vivonne, marquise de Rambouillet, et le grand-père de Julie d'Angennes, duchesse de Montausier. En 1748, le château devient la propriété de Jean Charles de Saint-Nectaire.
Endommagé au cours d'une violente tempête en 1784, peu entretenu après la Révolution, il se dégrade progressivement et n'est restauré qu'au cours du XIXe siècle. C'est aujourd'hui une propriété privée. Il conserve une partie de ses murs du XVe siècle et un pavillon à pont-levis.

#### Halles
Les halles de Pisany, sans doute d'origines médiévales, sont reconstruites au XVIe siècle par Jean de Vivonne, premier marquis de Pisany, dont un buste a été placé au centre de l'édifice. La paroisse, important centre agricole, tenait plusieurs foires et marchés.
Dès 1476, elle se voit ainsi accorder par le roi Louis XI le droit d'accueillir quatre foires annuelles et un marché hebdomadaire : « Loys, par la grâce de Dieu, Roy de France (...) avons, audit lieu de Puissagny, ordonné et estably, créons, ordonnons et establissons, de grâce especial, plaine puissance et auctorité royal, par ces présentes, quatre foires l’an, avecques ledit marché chacune sepmaine l’an ». Le seigneur de Pisany en supervisait l'organisation et percevait un impôt sur chaque foire et marché, appelé tonlieu. Les halles sont également le lieu des exécutions capitales, et c'est à une potence située à proximité (voire aux poutres des halles) que sont pendus les condamnés.
Pisany reste un centre agricole et un marché très important après la Révolution, où on vient vendre productions maraîchères du val d'Arnoult, grains et bestiaux. En 1842, les halles sont amputées d'une travée, afin de libérer de l'espace devant les maisons. En 1858, la commune organise huit foires annuelles, foires qui perdurent pendant une grande partie du XXe siècle.
Les halles de Pisany sont situées au cœur du bourg, soulignant l'importance des activités agricoles dans cette localité. Elles constituent un des rares exemples de ce genre d'édifice à avoir été conservées dans les environs, avec celles de Rioux, de Saint-Jean-d'Angle et de Mornac-sur-Seudre. Elles sont inscrites à l'inventaire supplémentaire des monuments historiques depuis 1971.

#### Chapelle Saint-Léonard
La petite paroisse de Pisany a longtemps eu pour lieu de culte la chapelle du château, située à proximité des halles et placée sous l'invocation de sainte Barbe. Sans doute endommagée pendant les années de conflit entre Français et Anglo-Aquitains (guerre de Cent Ans), elle est reconstruite en 1499 par Jeanne de Rabaine, dame de Pisany.

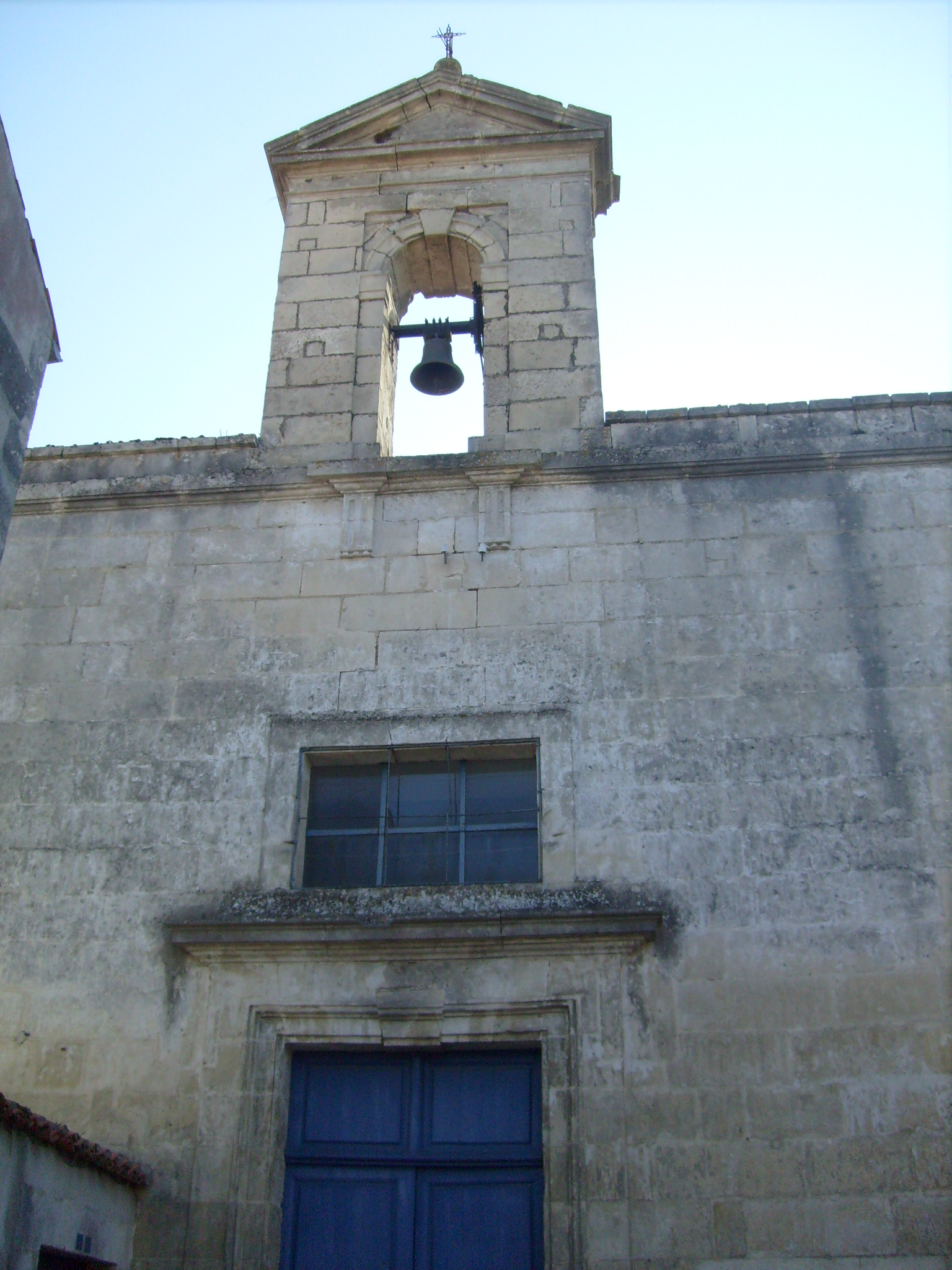
Façade de la chapelle Saint-Léonard (XVIIIe siècle).

Au XVIIe siècle, l'édifice est devenu inadapté aux besoins du culte et Julie d'Angennes, duchesse de Montausier et marquise de Pisany, obtient le droit de faire ériger une nouvelle chapelle, dont il ne subsiste plus aucun vestige aujourd'hui (sinon une cloche, conservée dans la chapelle actuelle).
Les quatre premières pierres de la chapelle que nous connaissons (une à chaque angle) sont posées au cours d'une cérémonie solennelle le 5 juillet 1785, sous la supervision d'Antoine Fabre, curé de la paroisse. François Perruchon, notaire royal et procureur fiscal, pressenti pour poser la deuxième pierre, est finalement remplacé par Jean Frogé, fermier du marquisat de Pisany, et les deux autres sont posées par Jean-Baptiste Dutard, notaire royal et conseiller des actes, et Philippe Dutard, maître chirurgien. Un Te Deum vient clore la cérémonie. La chapelle, placée sous la protection de saint Léonard, est finalement achevée en 1788, peu avant la Révolution.
La chapelle Saint-Léonard est située sur une placette aménagée entre deux maisons, un peu en retrait de la rue Principale, face aux halles. Elle se compose d'une nef rectangulaire, couverte d'un simple plafond, et éclairée par une série de baies en plein cintre dotées de vitraux (XIXe) reprenant essentiellement des motifs végétaux stylisés. La façade, inspirée par le classicisme, est traitée avec une grande sobriété. Percée d'une baie rectangulaire, elle est sommée d'un campanile surmonté d'un fronton triangulaire.

#### Gare de Pisany
La gare de Pisany est un grand bâtiment typique de la ligne de chemin de fer Saintes-Royan, proche par ses proportions et son architecture des gares de Varzay et de Saint-Romain-de-Benet. Construite en 1910, elle sert tout à la fois au transport des passagers, à celui des bestiaux et à celui du matériel agricole. Elle est désaffectée en 1993.

### Patrimoine culturel

#### Langue saintongeaise

Aire linguistique du Saintongeais.

La commune est située dans l'aire linguistique du saintongeais, un dialecte faisant partie de la famille des langues d’oïl, branche des langues romanes, qui comprend également le français, l’angevin le picard et le poitevin avec lequel il est souvent regroupé dans un domaine plus vaste, le poitevin-saintongeais.

#### Gastronomie

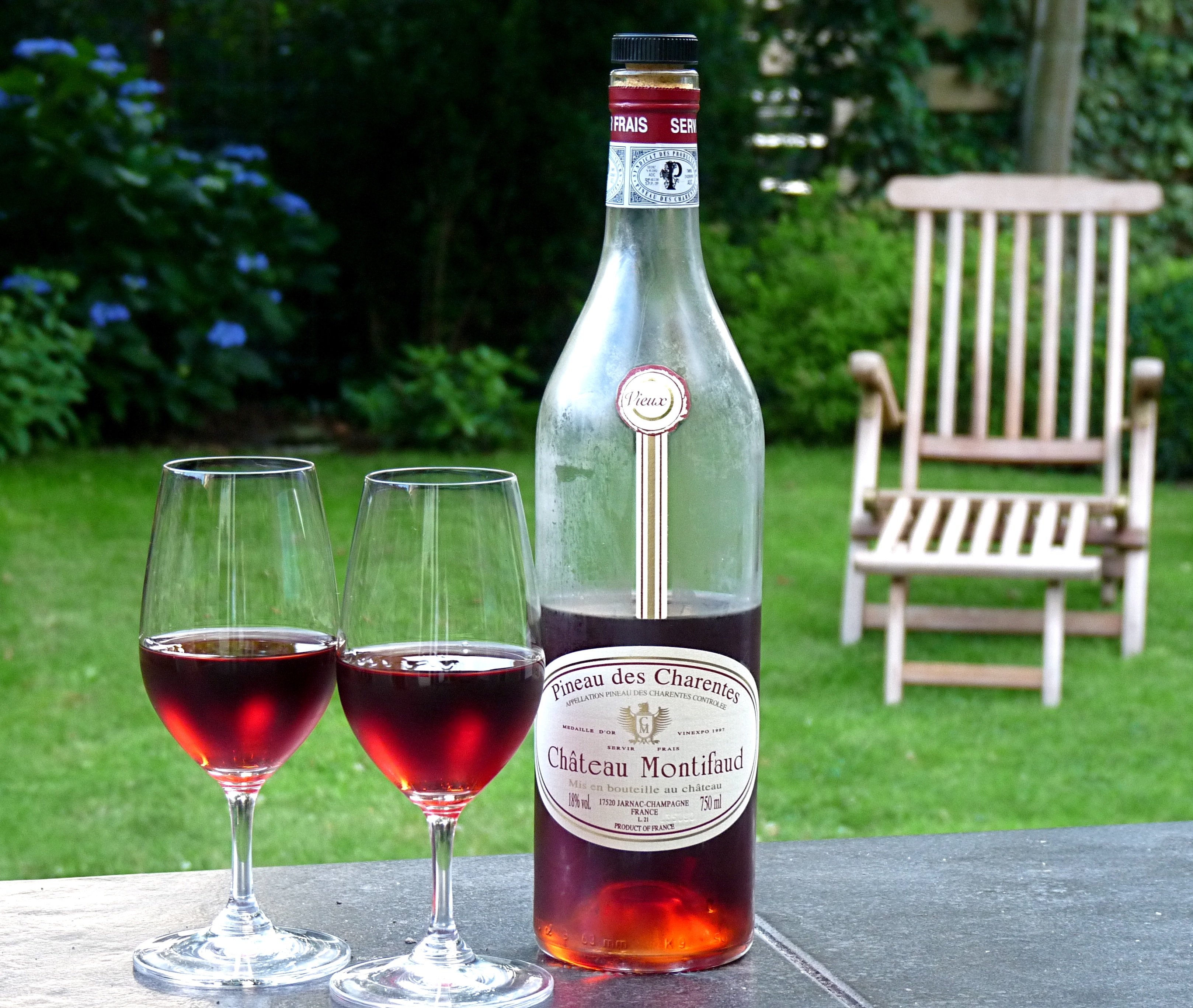
Le pineau des Charentes est un vin de liqueur produit traditionnellement dans la région.

La gastronomie saintongeaise est principalement axée sur trois types de produits : les produits de la terre, les produits de la mer et les produits de la vigne.
Les préparations à base de viande de porc occupent une place prépondérante dans la cuisine régionale : ainsi des gratons ou des grillons, sortes de rillettes à base de viandes rissolées et confites dans leur graisse, du gigorit (ou gigourit), un civet mêlant sang, gorge, foie et oignons, ou de la sauce de pire, à base de fressure, d'oignons et de vin blanc de pays.
La cuisine saintongeaise intègre tout naturellement de nombreuses recettes à base de « cagouilles », le nom local de l'escargot petit-gris. Animal tutélaire de la Saintonge, il est notamment cuisiné « à la charentaise », c'est-à-dire cuit dans un court-bouillon agrémenté de vin blanc, d'ail et de mie de pain.

Zone de production du cognac et du pineau.

Parmi les autres spécialités locales, il convient de noter également les pibales (alevins d'anguille pêchés dans la Gironde, spécialité de Mortagne et de Blaye), les huîtres de Marennes-Oléron, les sardines de Royan, les « thyeusses de gueurnouilles » (cuisses de grenouilles), la sanglette, une galette préparée à base de sang de poulet et d'oignons cuits, le farci saintongeais (variante du farci poitevin), le lapin au pineau, le foie gras ou encore les confits.
Les desserts traditionnels sont issus de la cuisine paysanne : millas (gâteau à la farine de maïs, qu'on retrouve dans une grande partie du Sud-Ouest de la France), galette charentaise, au beurre Charentes-Poitou, ou encore merveilles (beignets).
Les vignes de la région servent à la confection d'eaux-de-vie réputées, telles que le pineau des Charentes et plus encore, le cognac. La commune de Pisany est ainsi intégralement située dans la zone de production des Bons Bois.

## Personnalités liées à la commune
- Jean de Vivonne (1530-1599), marquis de Pisany, ambassadeur auprès de la cour de Madrid puis du Saint-Siège, gouverneur de Saintes, chevalier de l'ordre du Saint-Esprit.
- Jean Charles, marquis de Saint-Nectaire (° 11 novembre 1685 † 23 janvier 1771), seigneur, marquis de Brinon-sur-Sandres et de Pisani, baron de Didonne et de Saint-Germain-sur-Vienne dans la Marche, seigneur de Brillac et autres terres en Auvergne, comte de Saint-Victour, maréchal de France.
- Louis de Conflans d'Armentières (1711-1774), maréchal de France, chevalier de l'Ordre du Saint-Esprit, seigneur de Pisany, maréchal de camp le 20 janvier 1743, lieutenant général le 14 octobre 1746, a pris une part active à la guerre de Succession d'Autriche.